# 3702 Trubetskaya
3702 Trubetskaya è un asteroide della fascia principale del diametro medio di circa 17,19 km. Scoperto nel 1970, presenta un'orbita caratterizzata da un semiasse maggiore pari a 2,6191321 UA e da un'eccentricità di 0,2375230, inclinata di 15,64447° rispetto all'eclittica.